# 10-й пограничный отряд войск НКВД
10-й пограничный отряд войск НКВД — соединение пограничных войск НКВД СССР, принимавшее участие в Великой Отечественной войне.

## История
На основании приказа Псковского губернского отдела ОГПУ СССР № 154 от 14 июня 1924 года сформирован на базе Островской руководящей пограничной комендатуры и Красной руководящей пограничной комендатуры Псковского пограничного отряда как Островский пограничный отряд частей пограничной охраны Псковского губернского отдела ОГПУ в составе 15 пограничных застав. Штаб отряда г. Остров.
Приказом ОГПУ СССР № 15/7 от 14 января 1925 года отряд переименован в 10-й Островский пограничный отряд ЧПО ПГО ОГПУ.
Приказом ОГПУ СССР № 229 от 06.11.1926 отряд включён в состав вновь сформированного Управления ПО и ВОГПУ ПП ОГПУ Ленинградского округа.
В декабре 1927 года во исполнения Постановления Президиума Центрального Исполнительного Комитета СССР от 14.12.1927 отряду вручены отрядное революционное Красное Знамя и к нему Грамота ЦИК СССР.
Приказом НКВД СССР № 00206 от 8 марта 1939 года «О реорганизации Управления пограничных и внутренних войск НКВД Союза ССР» во исполнения Постановления СНК СССР № 154-16 сс от 2 февраля 1939 года «О реорганизации управления пограничными и внутренними войсками» отряд включён в состав Управления ПВ НКВД Белорусского округа.
Во исполнение приказа НКВД СССР № 00867 от 21 июля 1940 года реорганизован по новым штатам, вошёл в состав Управления пограничных войск НКВД Прибалтийского округа, передислоцирован в Эстонию на Моонзундский архипелаг. 26 июля 1940 года отряд принял под охрану участок Государственной границы Эстонии по побережью Моонзундского архипелага

### В действующей армии
В составе действующей армии с 22 июня 1941 по 25 сентября 1941 года.
На 22 июня 1941 года отряд, насчитывая 1179 человек личного состава в распоряжении пяти комендатур, находился на обороне границы на участке: острова Даго, Эзель, Муху и проливы Хари-Курк и Ирбенский. Штаб отряда находился в г. Курессааре.
С 26 июня 1941 года на основании указания НКВД СССР «Об организации охраны тыла Действующей Красной Армии», отряд вошёл в оперативное подчинение начальнику охраны тыла Северо-Западного фронта.
1 июля 1941 года во исполнение приказа начальника Управления Пограничных войск НКВД Прибалтийского округа отряд выведен из постоянного места дислокации, сосредоточился в городе Петсери и приступил к охране войскового тыла Северо-Западного фронта. В августе 1941 года 1-я комендатура отряда, находящаяся под командованием капитана Путятина и отрезанная противником от основных сил отряда, отошла в полосу Ленинградского фронта.
По состоянию на 1 сентября 1941 года списочная численность отряда 590 военнослужащих.
25 сентября 1941 года приказом НКВД СССР № 001379 переформирован в 10-й пограничный полк войск НКВД.

## Командиры

### Начальник отряда
- Фидельман Н. А. до 20 сентября 1934 года
- Киселёв, Александр Яковлевич с октября 1937 года по май 1939 года
- майор Скородумов, Сергей Михайлович, на 22 июня 1941 года, после переформирования продолжал командовать полком.

### Заместитель начальника отряда по политчасти
- на 22 июня 1941 года батальонный комиссар Браславец Захар Фёдорович

### Начальник штаба отряда
- на 22 июня 1941 года майор Кочергин Иван Хрисанович